# Xingang (sockenhuvudort i Kina, Shandong Sheng, lat 37,79, long 120,87)
Xingang (kinesiska: 新港, 新港街道) är en sockenhuvudort i Kina. Den ligger i provinsen Shandong, i den östra delen av landet, omkring 370 kilometer öster om provinshuvudstaden Jinan. Antalet invånare är 23 952. Befolkningen består av 11 865 kvinnor och 12 087 män. Barn under 15 år utgör 9,0 %, vuxna 15-64 år 78 %, och äldre över 65 år 11,0 %.
Runt Xingang är det tätbefolkat, med 636 invånare per kvadratkilometer. Närmaste större samhälle är Dengzhou, 10,0 km väster om Xingang. Trakten runt Xingang består till största delen av jordbruksmark.
Genomsnittlig årsnederbörd är 750 millimeter. Den regnigaste månaden är juli, med i genomsnitt 295 mm nederbörd, och den torraste är januari, med 11 mm nederbörd.